# Gachetá (kommun)
Gachetá är en kommun i Colombia.   Den ligger i departementet Cundinamarca, i den centrala delen av landet, 60 km nordost om huvudstaden Bogotá. Antalet invånare är 10 409. Arean är 262 kvadratkilometer.
Terrängen i Gachetá är varierad.